# Herbert Krug
Herbert Krug (Maguncia, 21 de junio de 1937-Lichtenfels, 1 de noviembre de 2010) fue un jinete alemán que compitió en la modalidad de doma.
Participó en los Juegos Olímpicos de Los Ángeles 1984, obteniendo una medalla de oro en la prueba por equipos (junto con Reiner Klimke y Uwe Sauer) y el quinto lugar en la prueba individual.
Ganó una medalla de oro en el Campeonato Mundial de Doma de 1986 y dos medallas de oro en el Campeonato Europeo de Doma, en los años 1983 y 1987.

## Palmarés internacional
| Juegos Olímpicos   | Juegos Olímpicos             | Juegos Olímpicos | Juegos Olímpicos |
| Año                | Lugar                        | Medalla          | Categoría        |
| ------------------ | ---------------------------- | ---------------- | ---------------- |
| 1984               | Los Ángeles (Estados Unidos) | Medalla de oro   | Por equipos      |
| Campeonato Mundial |                              |                  |                  |
| Año                | Lugar                        | Medalla          | Categoría        |
| 1986               | Cedar Valley (Canadá)        | Medalla de oro   | Por equipos      |
| Campeonato Europeo |                              |                  |                  |
| Año                | Lugar                        | Medalla          | Categoría        |
| 1983               | Aquisgrán (RFA)              | Medalla de oro   | Por equipos      |
| 1987               | Leicester (Reino Unido)      | Medalla de oro   | Por equipos      |